# 몸 바꾸기
몸 바꾸기 또는 바디 스왑(body swap), 마인드 스왑(mind swap), 영혼 바꾸기(soul swap), 뇌 바꾸기(brain swap)는 다양한 SF (장르) 및 초자연 소설에서 볼 수 있는 성인물, 판타지이며, 두 사람(또는 존재)이 마음을 교환하고 결국 서로의 몸이 된다.

## 설명
몸 바꾸기에는 다양한 유형이 있다. 비기술 교환의 경우 부적, 진심 어린 소원 또는 우주의 이상한 특성과 같은 마법 아이템으로 인해 스위치가 발생할 수 있다. 전환(switch)은 일반적으로 피험자가 세계관을 확장하고 문자 그대로 "다른 사람의 입장에서 걷기"를 통해 서로의 문제에 대한 새로운 인식을 얻거나 충분한 양의 희극을 일으킨 후에 반전된다. 주목할만한 예로는 Vice Versa(1882)와 Freaky Friday(1972)라는 책과 두 작품의 영화 버전이 있다.
마법처럼 보일 만큼 발전된 장치를 제외하고 기술로 구현된 전환은 미친 과학자들의 전유물이다. 몸 바꾸기 장치는 일반적으로 고도로 실험적인 상태, 스트랩, 중앙 시스템으로 연결되는 복잡한 케이블이 많은 헬멧, 효과가 반전되기 전에 심각한 오작동을 일으키는 경향이 특징이다. 그러한 수단이 없는 사람들은 뇌 이식에 의존할 수도 있다. 이러한 실험은 공포나 에로티즘의 함축성을 가질 수 있다.
몸 바꾸기는 소설 속 우연한 여행의 메커니즘 중 하나이다.

## 같이 보기
- 뇌이식
- 환생